# Пауло де Фронтін

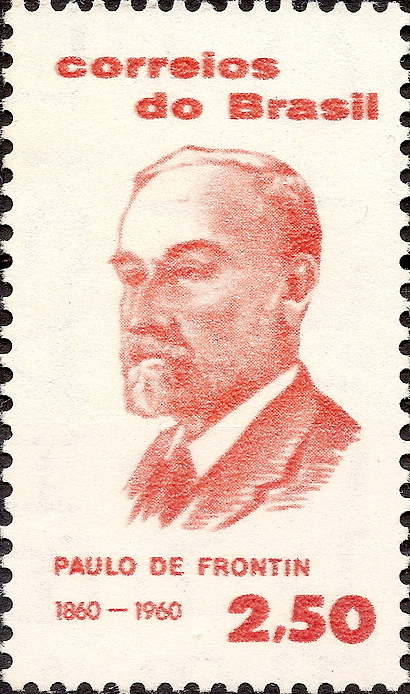
Поштова марка Бразилії, присвячена Пауло де Фронтіну. 1960

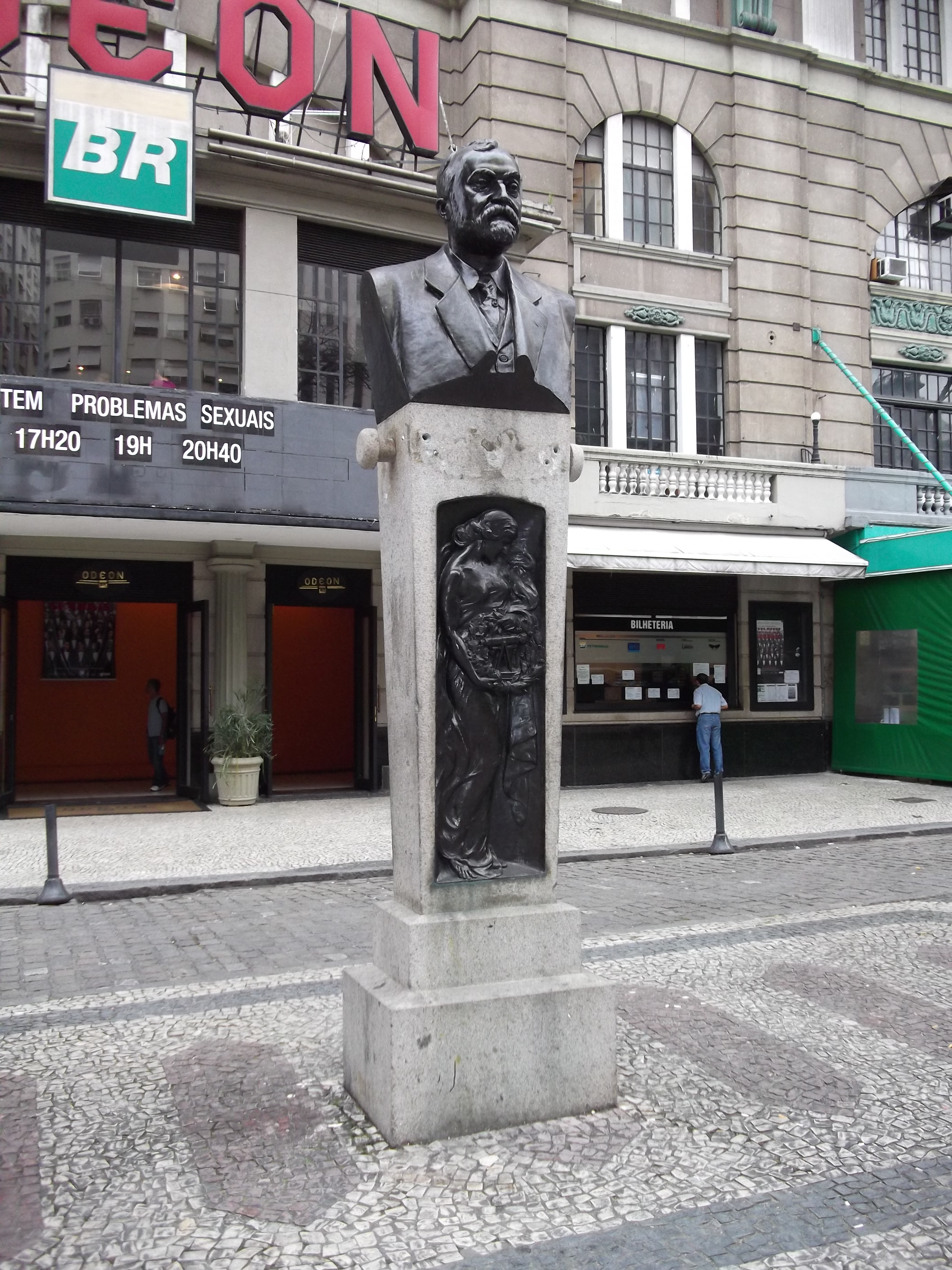
Погруддя Пауло де Фронтіна в Ріо-де-Жанейро

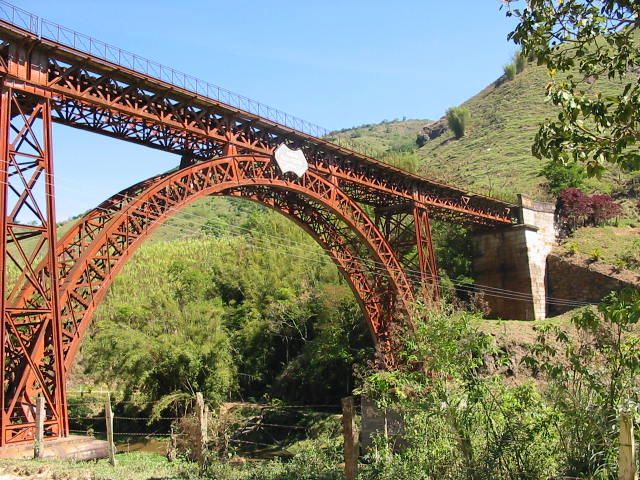
Залізничний віадук Пауло де Фронтіна

Андре Густаво Пауло де Фронтін (порт. Paulo de Frontin ; 17 вересня 1860, Петрополіс — 15 лютого 1933, Ріо-де-Жанейро) — бразильський політик, державний і громадський діяч, інженер. Мер Ріо-де-Жанейро (1919). Вважається покровителем бразильської національної інженерії.

## Єиттєпис
Працюючи інженером, очолював групу фахівців, котра займалася реконструкцією столиці країни. Керував будівництвом Центрального проспекту Ріо-де-Жанейро.
З лютого по липень 1919 був мером Ріо-де-Жанейро, серед інших робіт з поліпшення комунального господарства бразильської столиці, займався розширенням Авеніди Атлантика біля пляжу Копакабана, будівництвом кількох проспектів у південній частині тодішньої столиці Бразилії. Прославився своїм проектом, внаслідок якого влітку 1888 у рекордний час за 6 днів забезпечив необхідним водопостачання Ріо-де-Жанейро.
У 1897 спроектував і побудував залізничний віадук, поблизу Вера-Крус, що носить нині його ім'я.
Обирався членом Палати депутатів Бразилії та сенатором.

## Пам'ять
- На його честь названо проспект на півночі Ріо-де-Жанейро, а також муніципалітет Енженьєйру-Паулу-ді-Фронтін у тому ж штаті; та муніципалітет Пауло Фронтін у штаті Парана.
- Декілька вулиць, площ, готелів у містах Бразилії носять ім'я Пауло де Фронтіна.
- У Ріо-де-Жанейро йому встановлено погруддя.
- Створено музей Пауло де Фронтіна.